# Ernst Fischer
Ernst Fischer (* 3. července 1899 Chomutov — 31. července 1972 Deutschfeistritz, Štýrsko) byl rakouský marxistický spisovatel, novinář, literární vědec a politik. Psal také pod pseudonymy Peter Wieden, F. Ernst, W. Peter und P.(ierre) Vidal.

## Život
Fischer vyrůstal v buržoazním prostředí ve Štýrském Hradci, kde vstoupil do rakouské sociální demokracie. V roce 1927 přesídlil do Vídně, kde pracoval pro stranické noviny. Po nastolení tzv. austrofašismu v roce 1934 mohl díky přátelům prchnout do Prahy a posléze (1939) odcestovat do Moskvy; současně se stal členem Komunistické strany Rakouska.
Po roce 1945 se vrátil do Rakouska, kde se stal předním marxistickým intelektuálem. V roce 1963 se účastnil Kafkovské konference v Liblici. V roce 1968/9 kritizoval potlačení Pražského jara, za což byl vyloučen Komunistické strany Rakouska. V posledních letech života byl blízký nedogmatickému marxismu.

## Dílo
Ve svých dílech se zabýval jednak politickými otázkami, jednak zejména německojazyčnou literaturou (Goethe, Franz Grillparzer, Franz Kafka, Thomas Mann, Bertolt Brecht), literární teorií a úlohou umění ve společnosti.
Fischer požadoval od umění „adekvátní zobrazení skutečnosti“, které neizoluje literární témata od celosvětového dění; neprosazoval však jednostranně pouze socialistický realismus, nýbrž upozorňoval, že „k tomuto cíli nevede pouze jedna cesta“. Proto si cenil také některých měšťanských autorů, např. Thomase Manna.
Vybraná díla
- Krise der Jugend, 1931
- Freiheit und Diktatur, 1934
- Der österreichische Volkscharakter, 1944
- Österreich 1848, 1946
- F. Grillparzer, 1948
- Zeitgeist und Literatur, 1964
- Kunst und Koexistenz, 1966
- Erinnerungen und Reflexionen, 1969
- Das Ende einer Illusion: Erinnerungen 1945-55, 1973